# 1995-ös Fonogram díj átadása
Az 1995-ös Arany Zsiráf-díjkiosztó

## Az év hazai albuma
Horváth Charlie - Charlie (Rózsa)
- Ákos - Test (BMG)
- Kispál és a Borz - Sika, kasza, léc (PolyGram-3T)
- Presser Gábor - Csak dalok (BMG)
- Tátrai Band - Utazás az ismeretlenbe (Magneoton)

## Az év külföldi albuma
Sting - Fields Of Gold (PolyGram)
- Eric Clapton - From The Cradle (Warner)
- Mariah Carey - Music Box (Sony)
- Jimmy Page / Robert Plant - Unledded (Warner)
- Pink Floyd - The Division Bell (EMI-Quint)
- Rolling Stones - Voodoo Lounge (EMI-Quint)

## Az év hazai felfedezettje
Kimnowak - Tűz van, babám! (Sony)
- Carpe Diem - Élj a mának (Sony)
- Bayer Friderika - Friderika (EMI-Quint)
- Géniusz - Géniusz (Magneoton)
- Irigy Hónaljmirigy - Fetrengés (Zebra)

## Az év hangfelvétele
Presser Gábor - Csak dalok (BMG)
- Ákos - Test (BMG)
- Horváth Charlie - Charlie (Rózsa)
- East - Radio Babel (PolyGram-3T)
- Tátrai Band - Utazás az ismeretlenbe (Magneoton)

## Az év hazai lemezborítója
Action - Összeomlás (EMI-Quint)
- Ákos - Test (BMG)
- Frakció - Kejne pánik (Hungaroton-Gong)
- Kimnowak - Tűz van, babám! (Sony)
- Mester és Tanítványai - II. (LP)
- Presser Gábor - Csak dalok (BMG)
- Tea - I. (Hungaroton-Gong)

## Az év magyar videóklipje
Action - Mindenki megdől (EMI-Quint)
- Ákos - Láss bennem mást (BMG)
- Hevesi Tamás - Ezt egy életen át kell játszani (BMG)
- Kimnowak - Hol van az a nyár (Sony)
- Presser Gábor - A szerelem jó, a szerelem fáj (BMG)